# Île Niao
L'île Niao (Chinois: 鳥嶼; pinyin: Niǎo yǔ) est une île de l'archipel des Pescadores, située à l'est de l'île de Baisha et au nord-est de l'île Yuanbei. Son district administratif appartient au canton de Baisha au sein du comté de Penghu.

## Lieu d'intérêt

### Plage Tantan
Également connue sous le nom de plage de Huolong, elle est située au sud-ouest de l'île de Niaoyu. Le banc de sable qui a pris forme au nord de l'île Yuanbei mesure environ un kilomètre de long. Il est maintenant une base de loisirs pour les touristes amateurs de sports nautiques.

## Population
Bien que la vie sur l'île est simple, Il existe un centre d'activités communautaires que les résidents peuvent utiliser pour des activités de loisirs. En outre, il faut également noter la présence du deuxième plus grand temple public terrestre de Taïwan, le palais Fude. Selon les dernières statistiques du bureau des enregistrements des ménages du canton de Baisha (comté de Penghu) en 2019, l'île compte 423 ménages de 1263 personnes.

## Géologie
Toute l'île est composée de basalte. En raison de l'effet à long terme de la mousson d'Asie du nord-est conjugué avec l'érosion par l'eau de mer, une formation basaltique d'aspect original s'est formée sur la rive nord. Celle-ci est actuellement classée comme réserve naturelle de basalte. Cependant le basalte à l'est de l'île diffère de celui de la rive nord parce qu'il se présente en une forêt en colonnes.

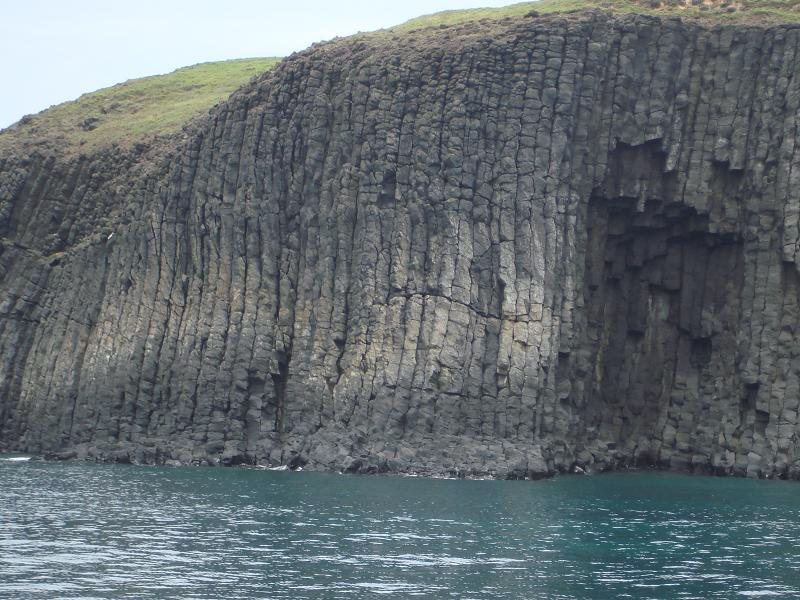
Formation basaltique de l'île de Niao